# Jennifer Milmore
Jennifer Milmore (Rumson, 1º ottobre 1969) è un'attrice statunitense, più conosciuta per il suo ruolo di Carrie nella sitcom NBC Jesse, che ha avuto luogo dal 1998 al 2000.

## Biografia

### Carriera
Milmore è apparsa nel film To Wong Foo, Thanks for Everything! Julie Newmar (1995). Ha anche interpretato la parte di Paige nel film del 2000 North Beach.
Oltre alla sua esperienza in Jesse, Milmore ha interpretato ruoli in diverse altre serie televisive della rete americana, tra cui il ruolo di Lauren in due episodi di Friends (1997). Lo stesso anno, ha interpretato il ruolo di una cameriera nel pilot per la sitcom Veronica's Closet.
Milmore è anche apparso in 21 Jump Street (1991), Strong Medicine (2002) e Yes, Dear (2003), tra gli altri.

### Vita privata
Milmore è la cognata dell'ex scrittore The Golden Girls, Richard Vaczy.

## Filmografia

### Cinema
- A Wong Foo, grazie di tutto! Julie Newmar (To Wong Foo, Thanks for Everything! Julie Newmar), regia di Beeban Kidron (1995)
- North Beach, regia di Jed Mortenson e Richard Speight Jr. (1995)

### Televisione
- Una famiglia tutto pepe (True Colors) – serie TV, episodio 1x06 (1990)
- 21 Jump Street – serie TV, episodio 5x14 (1991)
- Friends – serie TV, episodi 3x20-3x22 (1997)
- L'atelier di Veronica (Veronica's Closet) – serie TV, episodio 1x01 (1997)
- Jesse – serie TV, 42 episodi (1998-2000)
- Squadra Med - Il coraggio delle donne (Strong Medicine) – serie TV, episodio 3x04 (2002)
- Prima o poi divorzio! (Yes, Dear) – serie TV, episodio 4x04 (2003)
- Love, Inc. – serie TV, episodio 1x21 (2006)

## Doppiatrici italiane
- Cinzia Villari in Jesse